# Os Super Humanos de Stan Lee
Os Super Humanos de Stan Lee (original (em inglês): Stan Lee's Superhumans) é uma série de televisão estadunidense, estilo documentário, exibido pelo canal de tv a cabo History Channel.
A série foi criada e é produzida por Stan Lee (criador dos personagens Homem-Aranha, Homem de Ferro, Hulk e os heróis que compõem os X-Men e o Quarteto Fantástico), e é apresentada por Daniel Browning Smith, um contorcionista conhecido como "homem borracha".
É o programa de maior êxito da história do History Channel.

## Sinopse
" No, transcorrer da história tem havido casos de seres humanos que evoluíram de maneira diferente com relação às mudanças físicas e mentais normais do homem comum. Eles estão próximos de nós, caminham ao nosso lado e não os reconhecemos, mas possuem capacidades sobre-humanas de realizar atividades e suportar situações surpreendentes. Descubra o impressionante mundo dos super-humanos."

## Temporadas
| Temporadas | Temporadas         | Episódios | Data de Estreia (EUA)                      | Data Encerramento (EUA) |
| ---------- | ------------------ | --------- | ------------------------------------------ | ----------------------- |
|            | Primeira temporada | 8         | 05 de agosto de 2010 29 de Janeiro de 2011 | 30 de setembro de 2010  |
|            | Segunda temporada  | 2         | 27 de outubro de 2011                      | em exibição             |

### Episódios

#### Primeira Temporada
| nº | Título original        | Título em português | Exibição nos EUA       | Exibição no Brasil    | Sinopse do Episódio |
| -- | ---------------------- | ------------------- | ---------------------- | --------------------- | --- |
| 1  | Electro Man            | O homem elétrico    | 5 de agosto de 2010    | 29 de Janeiro de 2011 | Daniel Browning Smith, um homem com superflexibilidade, viaja à Índia para investigar uma lenda local sobre um homem que desenvolveu uma imunidade à corrente elétrica e pode deixá-la passar através de seu corpo sem ser ferido. É possível alguém ser imune à eletrocutação? Daniel vai se reunir com Scott Flansburg, chamado “A Calculadora Humana”, que pode fazer cálculos complexos, incluindo raízes quadradas e ao cubo, tudo de cabeça e mais rápido do que qualquer pessoa. Será que o seu cérebro funciona de uma maneira completamente nova? Totalmente cego desde o nascimento, Juan Ruiz parece ver o mundo usando um tipo de sonar, como morcegos e golfinhos, chamado ecolocalização. Juan mostrará a Daniel sua incrível habilidade, navegando através de um circuito complicado usando apenas sua língua como orientação. Dennis Rogers, de apenas 1,60m, é o homem mais forte do mundo. Ele o demonstrará dobrando martelos e ferraduras em um piscar de olhos. |
| 2  | Killer Punch           | Golpe Mortal        | 12 de agosto de 2010   |                       | Neste episódio impressionante, veremos como Timo Kaukonen ultrapassa o limite de temperatura do corpo humano suportando temperaturas de altos graus, que poderiam fazer ferver a água. O monge guerreiro Shi Yan Ming, dominando o poder da mente elevou o famoso golpe de Bruce Lee a outro patamar. Em Denver, Estados Unidos, Darren Taylor, apelidado como “Professor Splash” é campeão mundial em respiração debaixo d’água. É inacreditável como uma pessoa pode suportar ficar tanto tempo sem ar. |
| 3  | Hammer Head            | Cabeça de Martelo   | 19 de agosto de 2010   |                       | Nesse episódio, Daniel Browning Smith conhece o verdadeiro Capitão América: Dean Karnazes, um americano que participou de 50 maratonas em 50 dias. Mas como o corpo de Dean não sofre o cansaço e a fadiga que o ser humano comum enfrenta? Existem rumores de que John Ferraro tem um crânio de aço, capaz de suportar marretas, bolas de boliche e até marteladas. |
| 4  | Human Speed Bump       | Lombada humana      | 26 de agosto de 2010   |                       | Nesse episódio, a incrível jornada de Daniel continua, enquanto investiga Tim Cridland, que diz ser capaz de não sentir dor. Derek Paravicini é um homem cego e autista de 30 anos de idade, com um dom extraordinário: ele pode recordar e reproduzir qualquer música que escute. Rai Jyothi é conhecido na Índia como o “Homem-Aranha”, pois pode escalar paredes a uma velocidade inacreditável. |
| 5  | Human Wolf             | O homem lobo        | 9 de setembro de 2010  |                       | Nesse episódio, Daniel Browning Smith investiga Patrick Musimu que é capaz de mergulhar a 656 metros de profundidade em um único fôlego. Tal qual os fictício Aquaman e Namor, o Príncipe Sub-Marino, ele acredita que não há limites em sua capacidade para suportar as pressões associadas a tais profundidades. Assim como o personagem Hellion das histórias em quadrinhos da Marvel Comics, Miroslaw Magola afirma aproveitar o poder da psicocinese, podendo levantar objetos do solo e transportá-los através do ar. Dizem que Shaun Ellis se tornou um homem-lobo, por viver, dormir, tomar banho e se alimentar junto a uma matilha de lobos ferozes. |
| 6  | Human Crash Test Dummy | Boneco de Testes    | 16 de setembro de 2010 |                       | Nesse episódio, Stan Lee envia Daniel em busca de mais humanos com superpoderes. Isao Machii é um samurai da vida real e demonstra uma incrível habilidade com espadas. O Dr. Norman Gary tem uma capacidade muito especial – pode controlar um enxame com milhares de abelhas! Como Houdini, Steve Santini é um escapista, capaz de realizar fugas incríveis que requerem habilidade e controle do corpo para enfrentar a morte. Como se fosse um boneco de testes de colisões, Rusty Haight coloca sua vida em jogo, e já sofreu mais de 1000 acidentes de trânsito. |
| 7  | Rubber Band Man        | O homem elástico    | 23 de setembro de 2010 |                       | Nesse episódio, a viagem de Daniel Browning Smith, na sua busca por super-humanos o levou a Wisconsin para conhecer Tim Friede. Tim tornou-se um imune a picada de cobra. Em Birmingham, Alabama conheceu Dan Meyers, o maior engulidor de espada do mundo. Em Londres, conheceu Stretch Garry Turner, que afirma ter a pele mais elástica do mundo. E, finalmente, conheceu o “Homem foguete”. |
| 8  | Jaw Breaker            | Mandíbulas de Aço   | 30 de setembro de 2010 |                       | A busca de Daniel continua em Chicago onde encontra Tom Cameron que diz ser capaz de derrubar um homem ao chão sem tocá-lo. Salim Haini, um argelino de 25 anos de idade foi apelidado de "A Mandíbula de Aço de Marrocos". |

#### Segunda Temporada
| nº | Título original | Título em português   | Exibição nos EUA      | Exibição no Brasil | Sinopse do Episódio |
| -- | --------------- | --------------------- | --------------------- | ------------------ | --- |
| 1  | Unbreakable     | Indestrutível         | 27 de outubro de 2011 |                    | Em um templo em Kuala Lumpur, o monge Shaolin Hu Qiong vai nos mostrar como o seu corpo é indestrutível, batendo com chapas de aço contra sua cabeça, e enfiando lanças em sua garganta. Daniel chega a San Diego para testemunhar como Chad consegue parar um carro. Daniel Browning está em Las Vegas para conhecer Brian Jackson, capaz de soprar em uma garrafa de água quente até que ela exploda. Daniel encontra Lu Deyuan em um estaleiro em Kuala Lumpur, onde este super-humano vai sustentar barras de aço sobre suas pálpebras. Lu garante que não sente dor e não sofre nenhuma lesão.                                                                                              |
| 2  | Shark Master    | O Mestre dos Tubarões | 3 de novembro de 2011 |                    | Daniel voa para Cidade do Cabo para conhecer Mike Rutzen que pratica apneia entre tubarões de várias espécies. Daniel foi à África do Sul para se encontrar com Kenichi Ito, que diz ter uma capacidade única de correr de quatro, usando uma técnica incrível, que desafia as normas da biologia humana. Daniel se encontra com Ho em Kuala Lumpur, onde este vai mostrar a sua capacidade incrível para quebrar um coco usando apenas a força do seu dedo indicador. Daniel se encontra também com Moisés Langan em um concorrido centro comercial de Detroit, onde ele atraiu uma multidão com sua habilidade espetacular. Ele é capaz de abrir suas pernas em 180 graus e andar para frente! |